# Campeonato Pernambucano 1991
In 1991 werd het 77ste Campeonato Pernambucano gespeeld voor voetbalclubs uit de Braziliaanse staat Pernambuco. De competitie werd georganiseerd door de FPF en werd gespeeld van 16 juni tot 15 december. Sport werd kampioen.

## Eerste toernooi

### Eerste fase

#### Groep A
| Plaats | Club                  | Wed. | W | G | V | Saldo | Ptn. |
| ------ | --------------------- | ---- | - | - | - | ----- | ---- |
| 1.     | Sport do Recife       | 6    | 6 | 0 | 0 | 23:2  | 12   |
| 2.     | Santa Cruz            | 6    | 4 | 1 | 1 | 24:4  | 9    |
| 3.     | Náutico               | 6    | 4 | 1 | 1 | 17:3  | 9    |
| 4.     | América               | 4    | 1 | 0 | 3 | 4:4   | 2    |
| 5.     | Ferroviário do Recife | 4    | 1 | 0 | 3 | 3:19  | 2    |
| 6.     | Santo Amaro           | 5    | 1 | 0 | 4 | 3:17  | 2    |
| 7.     | Íbis                  | 5    | 0 | 0 | 5 | 3:28  | 0    |

|  | Geplaatst voor tweede fase |

#### Groep B
| Plaats | Club             | Wed. | W | G | V | Saldo | Ptn. |
| ------ | ---------------- | ---- | - | - | - | ----- | ---- |
| 1.     | Central          | 4    | 3 | 0 | 1 | 8:3   | 6    |
| 2.     | Paulistano       | 4    | 3 | 0 | 1 | 7:4   | 6    |
| 3.     | Vitória          | 3    | 2 | 0 | 1 | 5:2   | 4    |
| 4.     | Estudantes       | 3    | 1 | 0 | 2 | 4:5   | 2    |
| 5.     | Sete de Setembro | 3    | 1 | 0 | 2 | 3:7   | 2    |
| 6.     | Atlético Caruaru | 3    | 0 | 0 | 3 | 1:7   | 0    |

|  | Geplaatst voor tweede fase |

### Tweede fase
|  | halve finale    | halve finale |  |                 | finale  | finale |
|  |                 |              |  |                 |         |        |
|  |                 |              |  |                 |         |        |
|  | Vitória         | 1            |  |                 |         |        |
|  | Santa Cruz      | 0            |  |                 |         |        |
|  |                 |              |  |                 | Vitória | 0      |
|  |                 |              |  | Sport do Recife | 2       |        |
|  | Sport do Recife | 2            |  |                 |         |        |
|  | Paulistano      | 0            |  |                 |         |        |

## Finale
|                 |         |       |                 |  |
| 8 december Heen | Náutico | 3 – 3 | Sport do Recife |  |
| 8 december Heen |         |       |                 |  |

|                   |                 |       |         |  |
| 15 december Terug | Sport do Recife | 3 – 0 | Náutico |  |
| 15 december Terug |                 |       |         |  |

## Kampioen
| Campeonato Pernambucano de 1991 |
| Pernambuco                      |
| ------------------------------- |
| SPORT Kampioen (26° titel)      |

## Topschutter
| Speler            | Speler | Goals | Club  |
| ----------------- | ------ | ----- | ----- |
| Vlag van Brazilië | Moura  | 26    | Sport |